# Maxime Teixeira
Maxime Teixeira (* 18. Januar 1989 in La Rochelle) ist ein ehemaliger französischer Tennisspieler.

## Karriere

### 2006–2009: Erste Erfahrungen bei Future-Turnieren
Maxime Teixeira begann im Alter von fünf Jahren mit dem Tennisspielen. Sein einziges internationales Turnier als Junior spielte er 2006 bei den French Open, wo er in der ersten Runde ausschied. 2006 trat er auch erstmals in der Qualifikation zu einem Future-Turnier an; doch es dauerte bis Ende 2007, bis er zum ersten Mal ein Hauptrundenmatch gewinnen und so seine ersten Weltranglistenpunkte sammeln konnte. In den folgenden zwei Jahren spielte er weiterhin Future-Turniere, kam jedoch nie über die dritte Runde hinaus.

### 2010: Future-Turniersiege
Im Jahr 2010 erreichte er zunächst im März in der Türkei sein erstes Future-Finale und im Juli 2010 gewann er in Rumänien seinen ersten Future-Titel. Bis September 2010 erreichte er drei weitere Future-Endspiele, von denen er zwei gewinnen konnte. Innerhalb eines halben Jahres verbesserte er sich so in der Weltrangliste um über 500 Plätze in die Top 400. Im Oktober 2010 qualifizierte er sich erstmals für Turniere der ATP Challenger Tour, auf der er die Top-200-Spieler Ramón Delgado und Juan Pablo Brzezicki besiegen konnte.

### 2011–2012: Erster Challenger-Titel und Grand-Slam-Debüt
Das Jahr 2011 begann für Teixeira mit seinem vierten Future-Titel. Im Februar 2011 wollte er sich in Marseille erstmals für ein ATP-Turnier qualifizieren. Nach einem Sieg über den Top-200-Spieler Julian Reister scheiterte er jedoch in der dritten Qualifikationsrunde an Stéphane Bohli. Im März 2011 erreichte er zunächst in Marrakesch erstmals das Finale eines Challenger-Turniers; er besiegte dabei im Halbfinale den an Position 2 gesetzten Jan Hájek, bevor er im Finale knapp in drei Sätzen dem topgesetzten Rui Machado unterlag. Nur eine Woche später gelang Teixeira in Saint-Brieuc erneut der Einzug in ein Challenger-Finale. Dabei konnte er im Halbfinale mit dem an Position 1 gesetzten Máximo González erstmals einen Top-100-Spieler besiegen. In seinem zweiten Challenger-Finale gegen Benoît Paire gab er dann nur drei Spiele ab und gewann seinen ersten Titel. In der Weltrangliste machte er daraufhin einen Sprung in die Top 200. Zudem wurde er für seine Erfolge vom französischen Verband mit einer Wildcard für die Hauptrunde der French Open belohnt. Dort setzte er sich in der ersten Runde in fünf Sätzen gegen den auch mit einer Wildcard angetretenen Vincent Millot durch. In der zweiten Runde traf er auf den Weltranglistendritten Roger Federer, gegen den er in drei Sätzen ausschied. Im September 2011 erreichte Teixeira in Brașov sein drittes Challenger-Finale in diesem Jahr. Wie schon in Saint-Brieuc traf er dort auf Benoît Paire, gegen den er nach verlorenem ersten Satz im zweiten verletzungsbedingt aufgeben musste. Im weiteren Jahresverlauf gewann Teixeira nur noch zwei Matches, er beendete seine bis dahin beste Saison auf Platz 163 der Weltrangliste.
Nachdem er Anfang 2012 bei der Qualifikation für die Australian Open in der zweiten Runde ausgeschieden war, konnte er sich im Februar 2012 beim ATP-Turnier von Montpellier für das Hauptfeld qualifizieren. In der ersten Hauptrunde schied er jedoch in drei Sätzen gegen den an Position 8 gesetzten Jarkko Nieminen aus. Eine Woche später gewann Teixeira in Quimper zusammen mit Pierre-Hugues Herbert seinen ersten Challenger-Titel im Doppel. Anfang März 2012 stand er in Cherbourg in seinem vierten Challenger-Finale, er verlor dort gegen Josselin Ouanna glatt in zwei Sätzen. Zum 5. März 2012 erreichte er sein Karrierehoch in der Weltrangliste mit Platz 154.

### 2013–2016: Weitere Challenger-Titel im Doppel
In der Saison 2013 stand er nach erfolgreicher Qualifikation im Hauptfeld der French Open, schied dort aber in der ersten Runde aus. Mit Pierre-Hugues Herbert gewann er einige Wochen später seinen zweiten Doppeltitel auf der Challenger Tour, als sie im Finale von San Benedetto gegen Alessandro Giannessi und João Sousa mit 6:4 und 6:3 gewannen. 2014 blieb er gänzlich ohne größere Erfolge, ehe ihm 2015 nochmals ein Turniersieg gelang. Mit Rémi Boutillier gewann er die Doppelkonkurrenz in Blois. Sein letztes Turnier bestritt er im August 2016, um sich auf seine berufliche Laufbahn abseits des Tennisplatzes zu konzentrieren.

## Erfolge
| Legende (Anzahl der Siege)  |
| Grand Slam                  |
| ATP World Tour Finals       |
| ATP World Tour Masters 1000 |
| ATP World Tour 500          |
| ATP World Tour 250          |
| ATP Challenger Tour (4)     |

### Einzel

#### Turniersiege
| Nr. | Datum         | Turnier      | Belag    | Finalgegner  | Ergebnis |
| --- | ------------- | ------------ | -------- | ------------ | -------- |
| 1.  | 3. April 2011 | Saint-Brieuc | Sand (i) | Benoît Paire | 6:3, 6:0 |

### Doppel

#### Turniersiege
| Nr. | Datum            | Turnier       | Belag         | Partner               | Finalgegner                     | Ergebnis         |
| --- | ---------------- | ------------- | ------------- | --------------------- | ------------------------------- | ---------------- |
| 1.  | 12. Februar 2012 | Quimper       | Hartplatz (i) | Pierre-Hugues Herbert | Dustin Brown Jonathan Marray    | 7:65, 6:4        |
| 2.  | 14. Juli 2013    | San Benedetto | Sand          | Pierre-Hugues Herbert | Alessandro Giannessi João Sousa | 6:4, 6:3         |
| 3.  | 20. Juni 2015    | Blois         | Sand          | Rémi Boutillier       | Guilherme Clezar Nicolás Kicker | 6:3, 4:6, [10:8] |